# Portret Juana de Pareja
Portret Juana de Pareja je slika španskega umetnika Diega Velázqueza o zasužnjenem Juanu de Pareji, sam pomemben slikar, ki je bil v lasti Velázqueza v času, ko je bila slika dokončana. Velázquez je portret naslikal v Rimu, med potovanjem po Italiji leta 1650. To je najzgodnejši znani portret Španca afriškega porekla.
To je bila prva slika, ki je bila prodana za več kot 1.000.000 funtov. V času nakupa slike s strani Metropolitanskega muzeja umetnosti leta 1970 so jo šteli za »med najpomembnejšimi pridobitvami v zgodovini muzeja«. Slika je na ogled v Metropolitanskem muzeju umetnosti v New Yorku.

## Zgodovina
Leta 1649 je bil Diego Velázquez kot dvorni slikar Filipa IV. Španskega poslan v Rim, da bi kupil umetnine za Alcázar v Madridu. Velázquez je s seboj pripeljal Juana de Parejo, zasužnjenca, ki je služil kot pomočnik v umetnikovi delavnici. Med bivanjem v Rimu je Velázquez naslikal oljno sliko Juana de Pareje, ki je bila 19. marca 1650 prikazana kot del večje razstave slik v Panteonu. Glede na Velázquezovo biografijo Antonia Palomina je slika »na splošno ploskala vsi slikarji iz različnih držav, ki so rekli, da so druge slike v razstavi umetnost, le ta pa je 'resnica'«.
Velázquez je v svoji delavnici naslikal portret Juana de Pareje, ki je bil Morisk iz mesta Antequera v južni Španiji, kot pripravo na svoj uradni portret papeža Inocenca X. Papež, rdečeliki človek, ki bi bil upodobljen v svetlo rožnatih in škrlatnih oblačilih svoje pisarne, je predstavil zapleteno študijo tako v barvi kot v kompoziciji. Poleg tega bi bil Velázquez prisiljen delati hitro, medtem ko bi še vedno ujel bistvo lika Inocenta X., ker bi izdelal portret iz življenja. Portret Juana de Pareje odraža Velázquezovo raziskovanje težav, na katere bo naletel pri papeževem portretu. Da bi nadomestil omejeno paleto barv, je Velázquez sprejel ohlapen, skoraj impresionističen slog čopiča, da bi svojemu predmetu vnesel intenzivno vitalnost.
Juan de Pareja (okoli 1610 – 1670) je postal samostojen umetnik, leta 1654 pa ga je Velázquez osvobodil.

## Opis
Velázquez je naslikal Juana de Parejo, ki pozorno strmi v gledalca, kot doprsje in v tričetrtinskem profilu na razpršenem, arhitekturno nedoločenem ozadju. Njegova ponosna, samozavestna drža, skoraj ošabni pogled v temnih očeh se bolj sklada z držo dvorjana ali uveljavljenega patricija kot s hlapčevo. Ima širok plašč, ki je elegantno vržen čez suknjič in ramena, njegov svež bel ovratnik pa je podložen z občutljivo, pernato flamsko čipko. Vendar se zdi, da ima njegov rokav luknjo v višini komolca, ki omogoča, da belo spodnje perilo pokuka ven. Močna svetloba pade neposredno na motiv od spredaj in ustvari svetle in bronaste odseve na temni koži. Bujni, skodrani lasje, kozja bradica in brki so črni. Čeprav je oblačilo izvedeno izključno v fino graduiranih, temno olivno zelenih tonih, figura močno izstopa na svetlejšem ozadju, ki je izvedeno v podobnih tonih.

## Izvor in kopije
Lastništvo slike med njeno prvo razstavo v Panteonu v Rimu leta 1650 in koncem 18. stoletja ni znano. V Španiji ni nobenega zapisa o sliki. Najzgodnejši zapis o lastništvu slike je bil v eseju, ki ga je leta 1765 napisal Francisco Preciado, direktor Kraljeve španske akademije v Rimu. Navedel je, da je slika last kardinala Troiana Acquaviva d'Aragona (1696–1747), ki je živel v Rimu.
Slika se nato znova pojavi v zapisu kot del zbirke vojvod Baranella v Neaplju nekje v 17. stoletju. Zapisana je bila kot del zbirke sira Williama Hamiltona, britanskega veleposlanika v Neapeljskem kraljestvu od 1764 do 1798. Inventar njegove rezidence v Neaplju, Palazzo Sessa, navaja »portret moreškega sužnja, ki ga je naredil Velazquez«. Hamilton je portret in svoja druga umetniška dela poslal v hrambo v London, na krovu ladje HMS Fondroyant, paradne ladje Lorda Nelsona, ko je zapustil Neapelj. Hamilton se je vrnil v Anglijo v velikih dolgovih in portret je bil leta 1801 na dražbi pri Christie's. V dražbenem katalogu je bila slika navedena kot Velazquezov »Portret mavrskega sužnja, ki je bil v njegovi službi in je postal velik slikar«. Prodali so ga za 39 gvinej in spet je izginili iz evidenc.
Kasneje se pojavi v zbirki Jacoba Pleydella-Bouverieja, 2. grofa Radnorja na gradu Longford v Salisburyju. V katalogu zbirke družine Radnor, objavljenem leta 1909, je navedeno, da je bil portret del zbirke do leta 1814 in da je bil morda pridobljen leta 1811. V lasti družine Radnor je ostal več kot 150 let, dokler ni bil prodan na Christie's v Londonu za rekordno vsoto £2.310.000 ali $5.544.000) 27. novembra 1970. To je bila prva slika, ki je bila prodana za več kot £1.000.000, kar je postavilo nov rekord za ceno slik, prodanih na dražbi.
Alec Wildenstein iz Wildenstein & Company se je prijavil za sliko v imenu Metropolitanskega muzeja umetnosti. Sliko je muzej pridobil leta 1971, predvsem prek Fletcher Funda, z dogovorom, da bosta dva milijona dolarjev čez čas vrnjena z dohodkom, ustvarjenim iz Rogers Funda, Fletcher Funda in drugih skladov, »omejenih na nakup sredstev«. Slika velja za eno »najpomembnejših pridobitev v zgodovini muzeja«. Theodore Rousseau, ko je bil glavni kustos muzeja, je izjavil, da je slika »ena najboljših umetnin, ki so prišle na trg v našem času«.
Najboljša in najbolj znana kopija pripada Hispanic Society of America, New York. Kopija Hispanic Society naj bi bila naslikana po izvirniku, medtem ko je bila v zbirki grofa Radnorja na gradu Longford.

## Zapuščina in vpliv
Portret je navdihnil roman Elizabeth Borton de Treviño iz leta 1965 Jaz, Juan de Pareja. Roman je bil leta 1966 nagrajen z otroško literarno nagrado Newbery Medal.
Velazquezovo sliko, ki jo je na novo interpretiral nadrealistični slikar Salvador Dalí v svojem delu Portret Juana de Pareje, Velázquezovega pomočnika iz leta 1960, ki je v zbirki Minneapolis Institute of Art. Francosko-senegalski umetnik Iba N'Diaye je ponovno uprizoril portret Velazqueza na svoji sliki Juan de Pareja agresse par les chiens (Juan de Pareja, ki mu grozijo psi) iz leta 1985–86.
Osrednja tema predstave Osramočeni Ayada Akhtarja iz leta 2012 je slika protagonista, južnoazijskega muslimana, ki ga je naslikala njegova bela žena v slogu portreta Juana de Pareje.